# 后髮座星系團
后髮座星系團 （阿貝爾1656）是一個巨大的星系團，擁有1,000個以上被確認的星系。一起的獅子座星系團（阿貝爾1367），都是后髮座超星系團的兩個主要成員。它位於后髮座內，因此以該星座的名稱命名。
這個星系團與地球的平均距離是9,900萬秒差距（3億2100萬光年），其中最亮的10個螺旋星系的視星等在12至14等之間，業餘天文學家使用口徑20公分以上的望遠鏡就能看見。在中間主宰著星系團的是兩個巨大的橢圓星系： NGC 4874和NGC 4889。這個星系團離天球上的銀河北極點只有幾度。在后髮座星系團中心部分的星系大多是巨大的橢圓星系，而在這個星系團中有著豐富的矮星系和巨大的橢圓星系。

## 星系間的氣體
這個集團的星系都被非常高溫的星系間氣體籠罩著，並輻射出值得注意的X-射線輻射。這些游離的氣體也改變了宇宙微波背景輻射的微波光譜，這種效應稱為Sunyaev-Zel'dovich效應。這些星系間的氣體質量遠大於這個星系集團中星系的總質量。

## 星系團的成員

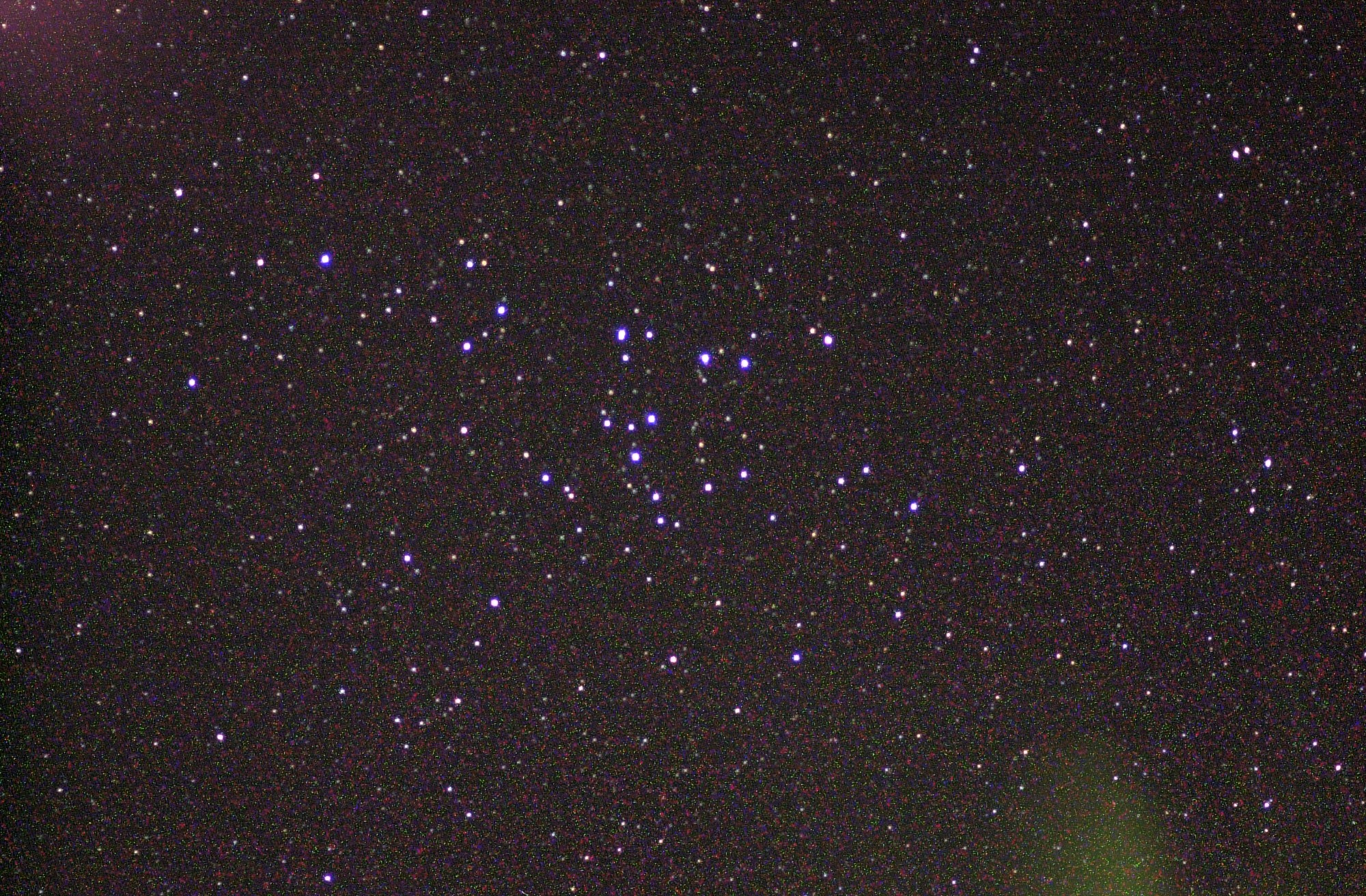
后髮座星系團的圖片。提供者：NASA/探險家 6號

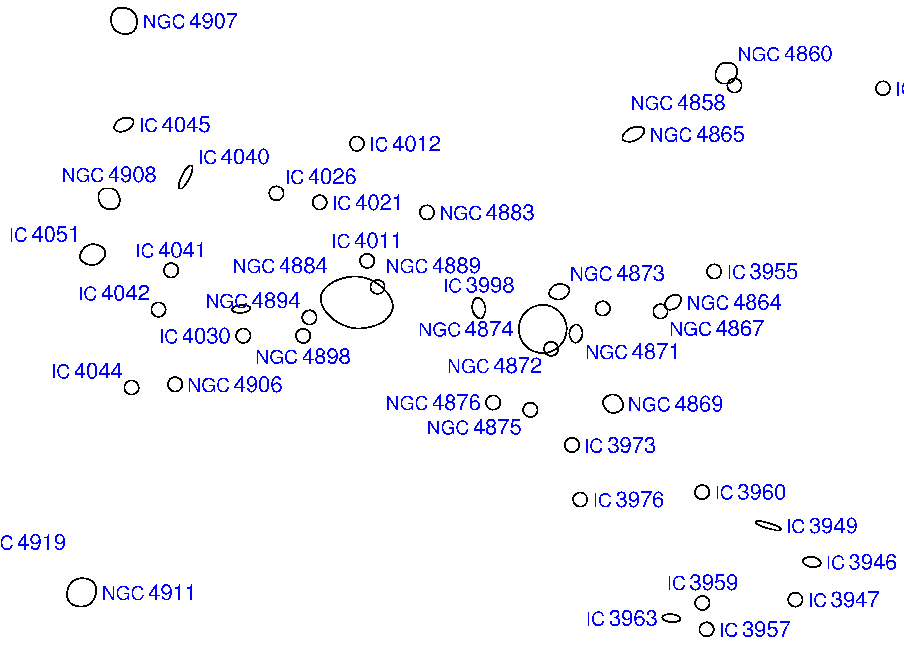
后髮座星系團中心部分的圖。

星系如此豐富的星系團，通常橢圓星系和透鏡星系有著壓倒性的多數，較為年輕的螺旋星系只是少數，並且很可能多數都散布在星系團的外緣。
雖然許多的星系早已被各別的確認出，但對星系團的了解並不完整，直到1950年代，帕羅馬天文台的天文學家開始嚴謹的研究之後才逐漸有所認識。

## 暗物質
后髮座星系團的質量大約有90%被認為是暗物質的形式，然而，暗物質在整個集團中的分布是非常的不自然。

## X-射線源
在1966年之前的報告，位於后髮座星系團方向上，有一個中心在1300+28的X-射線擴散源。這個X-射線源是由探空氣球發現的，但是美國海軍研究實驗室的X-射線天文學集團在1964年11月25日發射的探空火箭，在飛行中未檢測到這個X-射線源。X-射線觀測衛星自由號在接近后髮座星系團的中心發現一個強烈的X-射線源，並且這個射線源被標誌為后髮座X-1。 

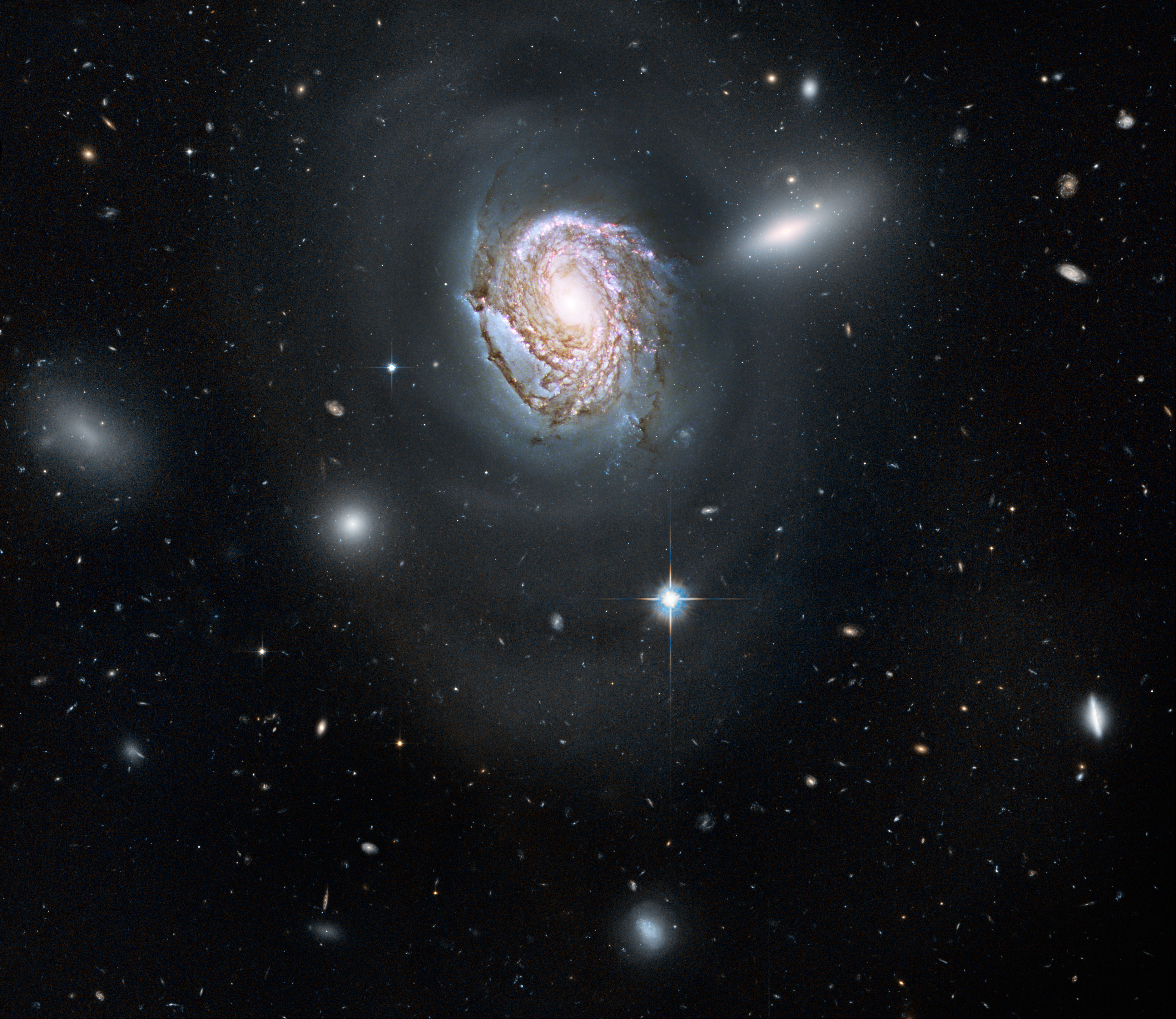
深埋在后髮座星系團中心的星系，是以正面朝向我們，雄偉的螺旋星系 (NGC 4911)。

在天球上以RA 12h56m ± 2m Dec 28°6' ± 12' (1950分點) 為中心，100 X 100弧分的面積內，后髮座星系團大約包含了800個星系，有著亮度Lx = 2.6 x 1044 ergs/s的通量。這個源是擴散的，大小約45'，這引發了是否單獨由一個星系排放出的爭議。自由號的觀測指出有一個2500電子伏特，強度不會超過~10−3光子公分−2s−1keV−1 的輻射源，與較早期聲稱大小約5°，在25000電子伏特，強度為~10−2光子公分−2s−1keV−1 at 25 keV, and a size of.的觀測不符。

## 外部連結
- 后髮座星系團（页面存档备份，存于） – NASA 2000年8月6日的每日一天文圖
- The dynamical state of the Coma cluster with XMM-Newton （页面存档备份，存于）
- Very Small Array observations of the Sunyaev-Zel'dovich effect in nearby galaxy clusters（页面存档备份，存于）
- Hubble Space Telescope Treasury Survey of the Coma Cluster（页面存档备份，存于）
- WikiSky上关于The Coma Cluster的内容：DSS2, SDSS, GALEX, IRAS, 氢α, X射线, 天文照片, 天图, 文章和图片